# Gino Avena
Gino Avena, pseudonimo di Luigi Avena (Napoli, 8 gennaio 1898 – Napoli, 28 luglio 1980), è stato un ingegnere e architetto italiano, attivo principalmente nella sua città natale fra gli anni trenta e cinquanta del Novecento.

## Biografia

### I primi anni
Figlio del più famoso Adolfo Avena, partecipò alla prima guerra mondiale, arruolandosi nella Regia Marina, e ottenne una laurea in ingegneria nel 1923. Si sposò giovane con Ada de Sarno Prignano di San Giorgio, appartenente ad una famiglia nobile di Napoli e dalla quale ebbe 3 figli, Luciano, Marcello e Gigliola. Luciano intraprese la carriera paterna mentre il secondogenito Marcello divenne architetto. Il suo esordio avvenne in ambito eclettico, attento agli ornamenti, caratteristica che si manterrà durante l'arco della sua carriera anche se si aprì alle nuove tendenze razionaliste con riferimenti all'architettura mitteleuropea di inizio secolo di Adolf Loos e Josef Hoffmann.

### L'attività architettonica negli anni '30
Dal 1926 al 1940 fu direttore dell'ufficio dell'impresa Stoelker. Nel 1931 progettò il fabbricato di Via Luigia Sanfelice, fortemente permeato dalla cultura neoromanica con accenti dell'art decò. Contemporaneamente progettò diverse opere in tutta l'Italia meridionale e a Napoli e progettò anche i teatri di Sapri e Battipaglia. Nel 1934 progettò il palazzo di via Tasso 98, caratterizzato da una facciata multiprospettica che si adatta alle anse della strada e s'inerpica lungo la collina del Vomero.
Un anno dopo progettò il palazzo di via Morghen 37. La prolifica attività di progettista gli fece guadagnare nel 1936 il titolo di Grande Ufficiale dell'Ordine della Corona d'Italia. Verso la fine degli anni trenta cominciò a collaborare con l'ingegnere Tommaso Cotronei: il primo lavoro effettuato fu una sopraelevazione in via Marino Turchi. Entrambi progettarono poi Villa Moscati e Villa Colella.
Nel 1939 Cotronei, titolare dell'impresa costruttrice Cotronei S.p.A., acquisì un suolo in via Aniello Falcone per realizzare un fabbricato, il palazzo Panorama. Avena e Cotronei redassero un primo progetto di massima, rimasto sulla carta per via di impedimenti normativi e per lo scoppio della Seconda Guerra Mondiale. Durante il conflitto furono sospese le attività di cantiere e Gino fu chiamato alle armi per la seconda volta.

### Il secondo dopoguerra e la morte
Alla fine del conflitto fu congedato con il grado di Tenente con menzione di "Comportamento conforme all'onore militare", furono ripresi i lavori in via Falcone al Palazzo Panorama. Nel 1950 progettò un palazzo in via Palizzi, e dal 1951 divenne consigliere dell'Ordine nazionale degli Ingegneri. Cinque anni più tardi fu insignito Cavaliere Ufficiale dell'Ordine al merito della Repubblica Italiana e nel 1957 progettò la sua ultima opera di rilievo a Napoli: l'Hotel Majestic, costruito nel centro del quartiere Chiaia, in largo Vasto. Nel corso della sua lunga carriera Avena ebbe modo di occupare diverse cariche amministrative in molte società Costruttrici attive a Napoli negli anni della ricostruzione postbellica.
L'ingegnere morì a Napoli nel 1980 a ottantadue anni.

## Le ascendenze razionaliste
L'influsso della personalità paterna ebbe un effetto travolgente nel suo stile: egli non ereditò soltanto i modi formali, nell'ottica di un modernismo decorativo, piacevole e disimpegnato, ma anche quella certa clientela borghese cui armoniosamente si addiceva. Il suo esordio di via Tasso fu il lavoro che senza dubbio lo introdusse profondamente e irreversibilmente nella cultura architettonica razionalista.